# Дейвид Брюстер
Сър Дейвид Брюстер (на английски: Sir David Brewster), роден на 11 декември 1781 г., починал на 10 февруари 1868 г. е шотландски учен (физик, преподавател, ректор), биограф на Нютон, изобретател, президент на Единбургското кралско научно дружество.

## Биография
Брюстер завършва „Богословие“ в Единбургския университет, става свещеник и съосновател на Свободната шотландска църква през 1843 г.
По-късно следва естествени и правни науки. Работи като фармацевт и адвокат, става професор по физика в Университета на Сейнт Андрюс, преподава в Единбургския университет. След време ръководи последователно тези университети.
Член е на Единбургското кралско научно дружество (Royal Society of Edinburgh). През 1860 г. става негов вицепрезидент, а от 1864 до 1868 г. е президент на дружеството, представляващо национална академия на науките на Шотландия.
Първите му изследвания се отнасят за поляризацията на светлината и двойното пречупване на лъчите. Специализира се в изучаването на оптическите явления, преди всичко спектралните и поляризационните. Изследва абсорбцията, интерференцията и флуоресценцията на светлината. През 1816 г. открива (или преоткрива) калейдоскопа, за което получава патент в Англия през 1817 г. и написва книга за него. Друго негово откритие е стереоскопа, който както и калейдоскопа става любима играчка.
На негово име е наречен минералът брюстерит.

## Ъгъл на Брюстер
Ъгъл на Брюстер (на английски: Brewster's angle) в оптиката, открит от Брюстер през 1815 г., е ъгълът, при който падащ лъч светлина с определена поляризация преминава изцяло през прозрачен диелектрик без отражение. Когато под същия ъгъл пада неполяризиран лъч светлина, отразеният от повърхността лъч е напълно поляризиран.